# Road Movie (film, 1998)
Pour les articles homonymes, voir Road movie (homonymie).
Road Movie (Floating Away) est un téléfilm dramatique réalisé par John Badham, diffusé en 1998.

## Synopsis
Maurey a grandi heureuse dans le ranch de son père. Mais sa vie tourne au cauchemar, Le décès de son père, et un mariage raté dont il ne reste qu'un fils Brad, Elle sombre dans l'alcool et tente de se suicider. Mais sa rencontre avec Shane et Lloyd va bouleverser sa vie et l'entrainer dans un voyage parsemé d'aventures, d'embûches et de rebondissements...

## Fiche technique
- Durée : 105 minutes
- Sortie en France en DVD

## Distribution
- Rosanna Arquette : Maurey Talbot
- Paul Hogan (VF : Yves Rénier) : Shane
- Judge Reinhold (VF : Emmanuel Jacomy) : Lloyd
- Brendan Fletcher : Brad